# Diana: The Rose Conspiracy
Diana: The Rose Conspiracy és un curtmetratge uruguaià dirigit per Martín Sastre el 2005. Protagonitzada per la professora d'anglès Denise Watson, la pel·lícula tracta sobre la vida de la Princesa Diana de Gal·les.
La pel·lícula va ser premiada per l'Associació Italiana de Crítics d'Art. Durant l'estrena del curtmetratge, va aparèixer a la premsa escrita amb títols com «Diana, Princess of Wales, alive in Uruguay» (Diana, Princesa de Gal·les, viva a l'Uruguai). Actualment, la pel·lícula només pot ser vista als museus, col·leccions privades i en grups reduïts d'art escènic.

## Argument
La pel·lícula presenta una visió alternativa de la mort de Diana de Gal·les. Diana no va morir a París sinó que va fingir la seva pròpia mort i ara viu en un barri obrer de Montevideo, a l'Uruguai.